# WS2400

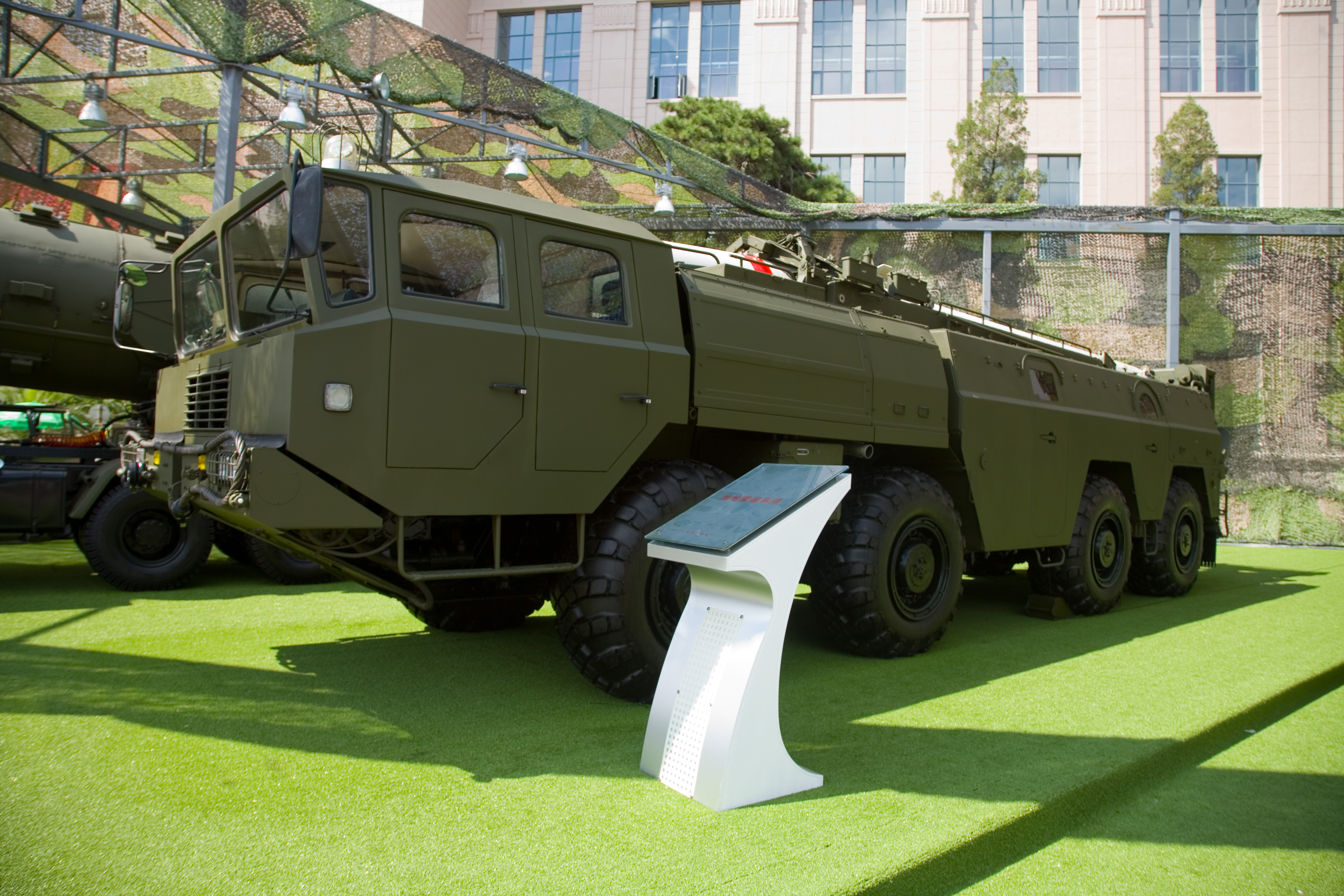
Transport- und Startfahrzeug für DF-11 auf Basis eines WS2400

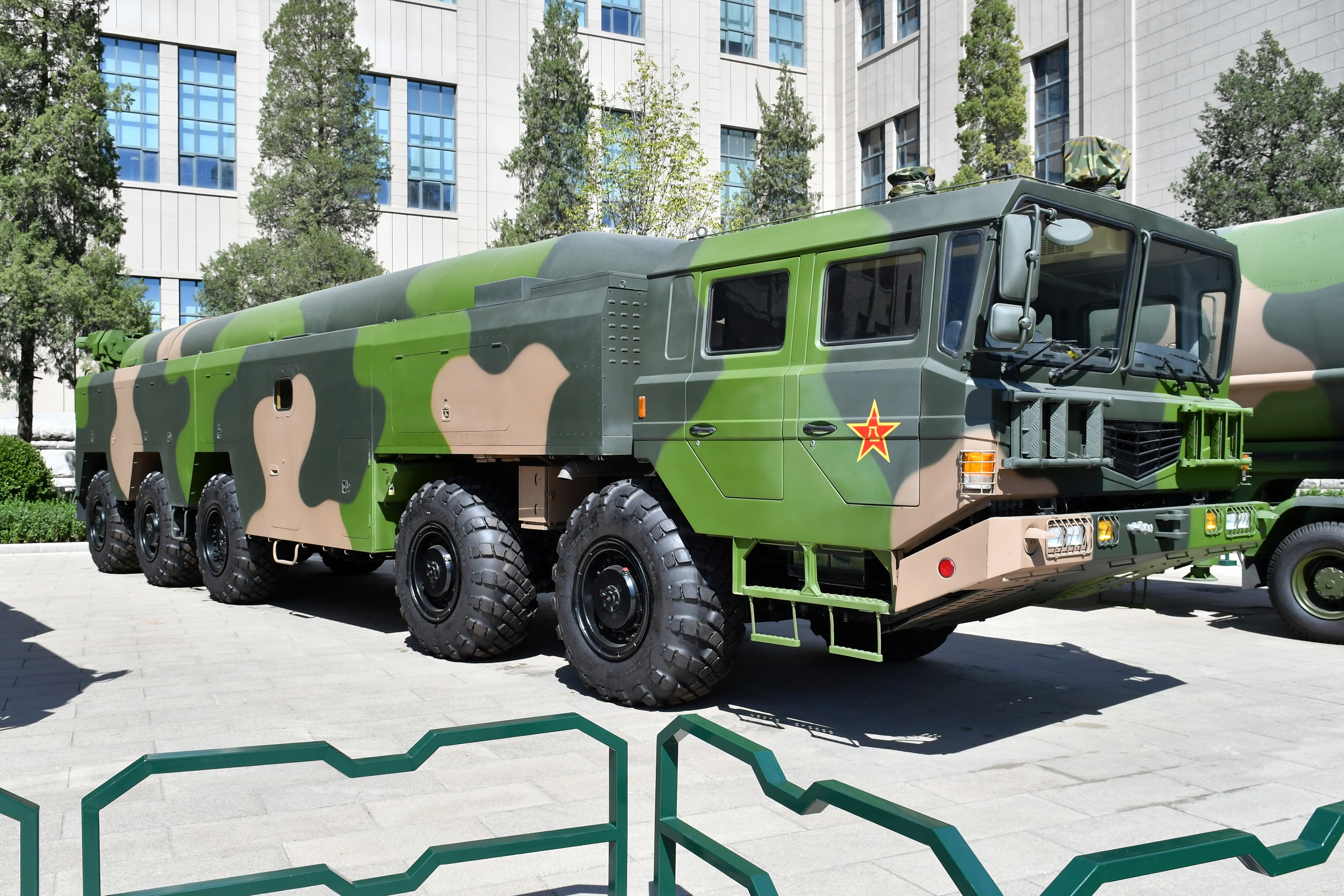
Ein WS2500 mit fünf Achsen (2017)

Der WS2400 ist ein schwerer vierachsiger chinesischer Lastkraftwagen (8×8), der eine Kopie des sowjetischen MAZ-543 darstellt.

## Beschreibung
Mitte der 1980er-Jahre begann Wanshan Sonderfahrzeug-Fabrik in Yuan’an mit dem Nachbau des schweren sowjetischen/belarussischen Lkws MAZ-543. Er sollte wie sein Vorbild als mobile Raketenstartrampe für Kurzstreckenraketen wie die DF-11 dienen. Das Ergebnis dieser Anstrengungen erhielt die Bezeichnung WS2400 8×8. Anfängliche Probleme in der Produktion des Fahrzeugs konnten durch die Mithilfe belarussischer Experten in den späten 1990er-Jahren behoben werden. Der WS2400 ähnelt äußerlich stark dem MAZ-543, er wird aber vermutlich von einem Dieselmotor nach deutschem Vorbild angetrieben. Zudem existiert der Lkw in verschiedenen Versionen mit zum Teil unterschiedlichen Antriebsformeln. Der WS2400 hat eine Ladekapazität von 22 Tonnen.

## Varianten
- WS2050: Lkw 6×6
- WS2300: Lkw 6×6; 15 Tonnen

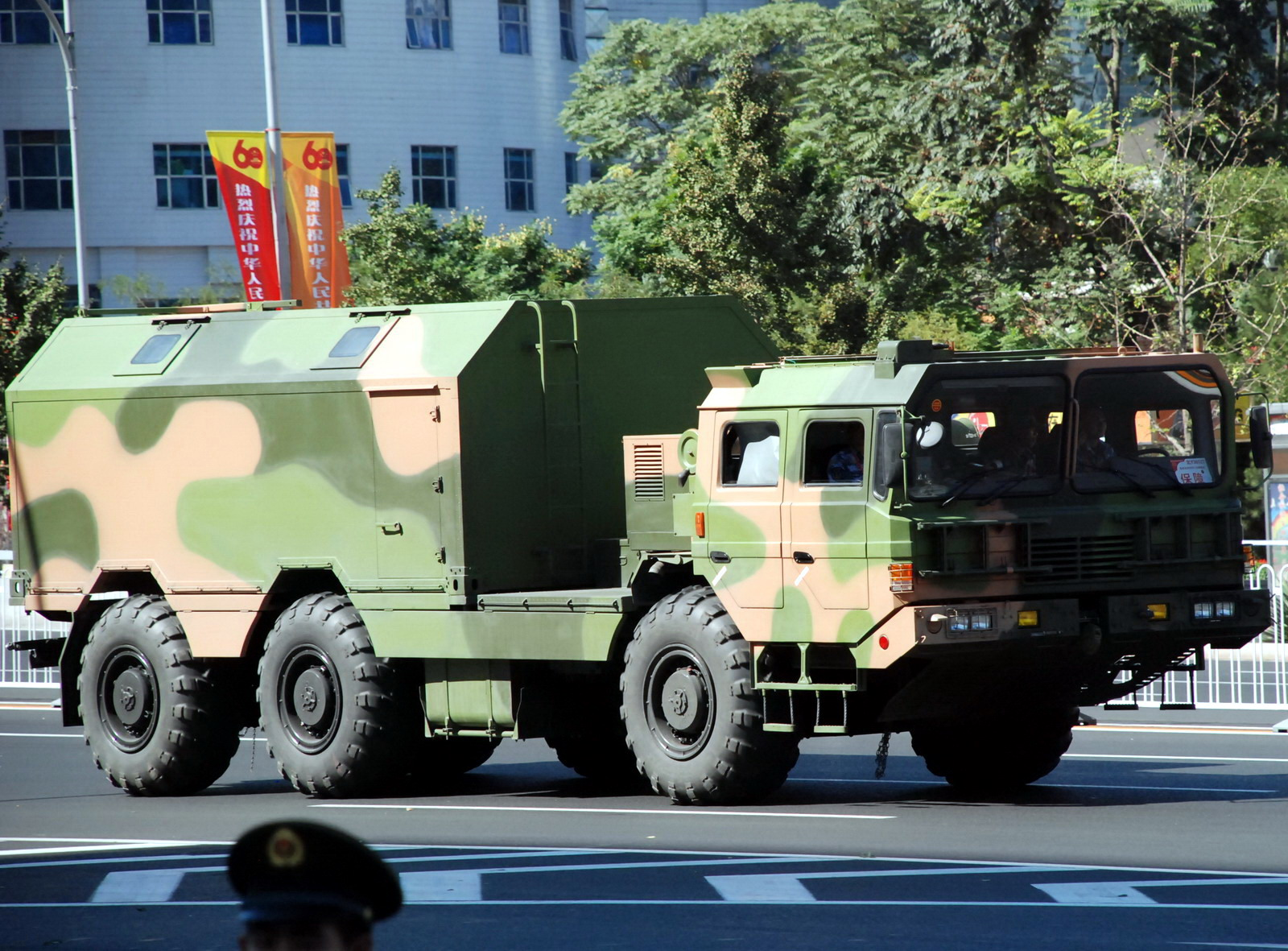
WS2300 6×6

- WS2400: TEL (DF-11 SRBM und A-100 MRL), 8×8; 20 Tonnen
- WS2500: Lkw, 10×8; 28 Tonnen
- WS2900: Lkw, 12×10; 40 Tonnen